# 154
Năm 154 là một năm trong lịch Julius. 